# Hendrick Lonck

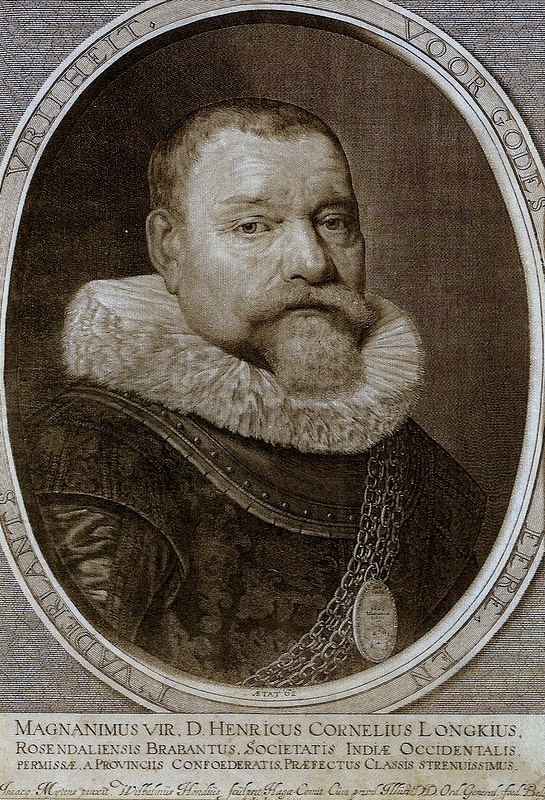
Hendrick Corneliszoon Lonck

Hendrick Corneliszoon Lonck (Roosendaal, 1568 – Amsterdam, 1634) was een Nederlandse zeeheld van Brabantse afkomst. Zijn naam wordt ook gespeld als Lonk, Loncque en Loncq.
Hij was de zoon van Cornelis Pieterszoon Lonck en Dichna Heinrich. Hij was de volle neef van de Zeeuwse viceadmiraal Cornelis Symonszoon Loncque. Roosendaal was in die tijd nog een zeehaven en Lonck was vermoedelijk reder. In 1604 vestigde Hendrick zich in Amsterdam waar hij op 2 november dat jaar de Antwerpse Grietgen Lenaerts huwde. In 1606 was zijn kapitaal zo'n 6000 guldens, opgebouwd door te werken als reder, schipper en koopman. In 1612 kocht hij een duurder huis.
In 1623 en 1624 deed hij mee aan de expeditie van admiraal Willem de Zoete tegen de Barbarijse zeerovers. Hij bouwde toen kennelijk al een goede reputatie op, want hij werd kort daarna door de West-Indische Compagnie gevraagd als admiraal te functioneren, wat hij afwees vanwege zijn leeftijd. Hij veroverde echter, in 1628 alsnog admiraal geworden, samen met Piet Hein de Spaanse zilvervloot. Toen Hein ontslag nam bij de WIC, nam Lonck in 1629 onmiddellijk diens functie van kapitein-generaal over.
In 1630 veroverde Lonck met onder andere Cornelis Jol een deel van Koloniaal Brazilië: Olinda en Pernambuco. Dit lukte hen met een vloot van twintig schepen. Na Loncks terugkeer van Brazilië, op 20 juli 1630, nam ook hij ontslag. Hij werd op 10 oktober 1634 begraven in de Oude Kerk te Amsterdam.